# شهر لاری
شهر لاری (به لاتین: Lhari Town) یک شهرک در جمهوری خلق چین است که در Lhari County واقع شده‌است. شهر لاری ۱٬۰۰۰ نفر جمعیت دارد.